# Bauke Roolvink
Bauke Roolvink (Wytgaard, 31 januari 1912 – Baarn, 25 november 1979) was een Nederlands politicus.
Roolvink bezocht de christelijke lagere school te Wirdum. Vervolgens ontving hij op de ambachtsschool in Leeuwarden een opleiding tot smid-bankwerker.
De gereformeerde Roolvink was een ARP-politicus. Hij was een voormalig metaalarbeider en vakbondsbestuurder, die zich in 1959 door Zijlstra liet overhalen als staatssecretaris toe te treden tot het kabinet-De Quay. Hij had eerder nog kritiek geuit op de samenstelling van dat kabinet. Ten tijde van het kabinet-Cals/Vondeling was hij fractieleider. Hij stemde tegen de motie-Schmelzer, hoewel hij er inhoudelijk mee instemde. Als minister van Sociale Zaken in het kabinet-De Jong kwam zijn slechte verhouding met de vakbeweging tot een dieptepunt na een conflict over de Loonwet waarmee hij kon ingrijpen in de lonen. Hij keerde in 1971 terug in de Tweede Kamer. In 1977 nam hij afscheid van de actieve politiek.
- Biografisch Portaal: 81000986
- International Standard Name Identifier: 0000 0000 2458 8313
- Library of Congress Control Number: n78023705
- Nederlandse Thesaurus van Auteursnamen: 068990987
- Parlement.com: vg09ll66l6za
- Virtual International Authority File: 28328610
- WorldCat: E39PBJmtDjbc8F636PpvqtCbBP